# 康科迪亞 (密蘇里州)
康科迪亞（英語：Concordia）是位於美國密蘇里州拉法葉縣的城市。

## 人口
根據2020年美國人口普查的數據，康科迪亞的面積為4.76平方千米，當中陸地面積為4.74平方千米，而水域面積為0.02平方千米。當地共有人口2371人，而人口密度為每平方千米498人。